# Scarabaeus bennigseni
Scarabaeus bennigseni là một loài bọ cánh cứng trong họ Bọ hung (Scarabaeidae).